# Stefan Gustavsson (teolog)
För andra personer med samma namn, se Stefan Gustavsson
Paul Johan Stefan Gustavsson, född 29 mars 1960 i Lund, är en svensk teolog, apologet och författare. 
Han är sedan 2017 affilierad högskoleadjunkt vid Johannelunds Teologiska Högskola. Han är även (2017) verksam som på deltid som förstelektor vid Mediehögskolan i Kristiansand, Norge. Han är direktor för den svenska apologetiska föreningen Apologia, samt även tidigare generalsekreterare för Svenska Evangeliska Alliansen.
Gustavsson är framförallt känd som apologet och är en flitigt anlitad föreläsare.
Gustavsson var med och startade kampanjen Bevara Äktenskapet 2006, en kampanj för att bevara äktenskapet heterosexuellt. 
2007 föreläste han under titeln Utmaningen från Humanisterna hos Livets Ord. Gustavsson medverkade vid samma tid i en debatt i Jönköping med Humanisternas ordförande Christer Sturmark, arrangerad av Korteboskolan, Studieförbundet Bilda och den lokala Allianskyrkan.
Han mottog 2011 C S Lewis-priset.